# Lui è peggio di me (programma televisivo)
Lui è peggio di me è stato un programma televisivo italiano in onda dall'11  febbraio all'11 marzo (prima edizione) e successivamente dal 23 settembre fino al 21 ottobre (seconda edizione) 2021 su Rai 3 in prima serata con la conduzione di Giorgio Panariello e Marco Giallini.

## Edizioni
| Edizione | Inizio            | Fine            | Puntate | Rete  |
| -------- | ----------------- | --------------- | ------- | ----- |
| 1        | 11 febbraio 2021  | 11 marzo 2021   | 4       | Rai 3 |
| 2        | 23 settembre 2021 | 21 ottobre 2021 | 5       | Rai 3 |

## Puntate

### Prima edizione
| Puntata | Messa in onda    | Ospite | Telespettatori | Share | Note        |
| ------- | ---------------- | --- | -------------- | ----- | ----------- |
| 1       | 11 febbraio 2021 | Luca e Paolo, Marracash, Kasia Smutniak, Antonello Venditti, Francesco De Gregori, Paola Turci, Piero Dorfles, Marco Travaglio, Filippo La Mantia                                               | 1 471 000      | 6,10% | [ 1 ] [ 2 ] |
| 2       | 18 febbraio 2021 | Paolo Bonolis, Fiorella Mannoia, Il Volo, Gigi D'Alessio, Clementino, Francesco Paolantoni, Manuel Agnelli con Rodrigo D'Erasmo                                                                 | 975 000        | 4,20% | [ 3 ] [ 4 ] |
| 3       | 25 febbraio 2021 | Carlo Conti, Leonardo Pieraccioni, Vinicio Marchioni, Alessandro Roja, Marco Masini, Mario Tozzi, Massimo Ghini, Nina Zilli, don Alberto Ravagnani, Paolo Benvegnù, Marina Rei, Luca Barbarossa | 895 000        | 3,70% | [ 5 ] [ 6 ] |
| 4       | 11 marzo 2021    | Mara Venier, Alessandra Amoroso, Emma, Nek, Piero Pelù, Edoardo Bennato, Dario Ballantini, Franco Di Mare, Enzo Miccio, Raul Cremona, Leonardo Fiaschi, Sigfrido Ranucci                        | 1 049 000      | 4,30% | [ 7 ] [ 8 ] |
| Media   | Media            | Media | 1 097 000      | 4,58% |             |

### Seconda edizione
| Puntata | Messa in onda     | Ospite | Telespettatori | Share | Note          |
| ------- | ----------------- | --- | -------------- | ----- | ------------- |
| 1       | 23 settembre 2021 | Fabio Caressa e Giuseppe Bergomi, Enrico Bertolino, Mario Biondi, Raphael Gualazzi, Ron                                           | 792 000        | 4,00% | [ 9 ] [ 10 ]  |
| 2       | 30 settembre 2021 | Raf, Andrea Delogu, Ema Stokholma, Malika Ayane, Marlene Kuntz, Maurizio Mannoni, Giuseppe Infantino, Frankie hi-nrg mc           | 803 000        | 3,80% | [ 11 ] [ 12 ] |
| 3       | 7 ottobre 2021    | Nek, Filippa Lagerback, Ficarra e Picone, Alex Britti, Fabio Volo                                                                 | 929 000        | 4,20% | [ 13 ]        |
| 4       | 14 ottobre 2021   | Dario Argento, Cochi e Renato, Cristina D'Avena, Riccardo Sinigallia, Tosca                                                       | 888 000        | 4,10% | [ 14 ] [ 15 ] |
| 5       | 21 ottobre 2021   | Fiorella Mannoia, Massimiliano Bruno, Maria Di Biase e Corrado Nuzzo, Simona Molinari, Francesca Reggiani, Umberto Maria Giardini | 852 000        | 4,00% | [ 16 ] [ 17 ] |
| Media   | Media             | Media | 853 000        | 4,02% |               |

## Audience
| Edizione | Rete televisiva | Anno | Stagione       | Programmazione | Programmazione | Programmazione | Programmazione | Programmazione | Programmazione | Programmazione | Collocazione | Telespettatori | Share | Premiere       | Premiere | Finale         | Finale |
| Edizione | Rete televisiva | Anno | Stagione       | L              | M              | M              | G              | V              | S              | D              | Collocazione | Telespettatori | Share | Telespettatori | Share    | Telespettatori | Share  |
| -------- | --------------- | ---- | -------------- | -------------- | -------------- | -------------- | -------------- | -------------- | -------------- | -------------- | ------------ | -------------- | ----- | -------------- | -------- | -------------- | ------ |
| 1ª       | Rai 3           | 2021 | inverno        |                |                |                |                |                |                |                | Prima serata | 1 097 000      | 4,58% | 1 471 000      | 6,10%    | 1 049 000      | 4,30%  |
| 2ª       | Rai 3           | 2021 | estate-autunno | 853 000        | 4,02%          | 792 000        | 4,00%          | 852 000        | 4,00%          |                | Prima serata |                |       |                |          |                |        |